# Сельское поселение Плосковское (Кичменгско-Городецкий район)

В 2013 году Плосковское и 4 других сельских поселения были присоединены к Кичменгскому (отмечены красным цветом)

Сельское поселение Плосковское — сельское поселение, существовавшее в составе Кичменгско-Городецкого района Вологодской области до 1 апреля 2013 года.
Центр — село Косково.
Население по данным переписи 2010 года — 1254 человека, оценка на 1 января 2012 года — 1212 человек.

## История
В 1999 году был утверждён список населённых пунктов Вологодской области. Согласно этому списку существовали сельсоветы:
- Плосковский (ОКАТО 19 230 836) — 19 населённых пунктов,
- Еловинский (ОКАТО 19 230 812) — 4 населённых пункта[3].

1 января 2006 года в соответствии с Федеральным законом № 131 «Об общих принципах организации местного самоуправления в Российской Федерации» образовано Плосковское сельское поселение, в состав которого вошли:
- Плосковский сельсовет за исключением деревни Сергеево, вошедшей в Югское сельское поселение
- Еловинский сельсовет[4].

1 апреля 2013 года Плосковское сельское поселение вошло в состав Кичменгского сельского поселения.

## География
Располагалось на юге района. Граничило:
- на западе с Куриловским сельским поселением,
- на северо-западе с Кичменгским сельским поселением,
- на севере с Югским и Погосским сельскими поселениями,
- на востоке с Верхнеентальским сельским поселением,
- на юге с Байдаровским сельским поселением Никольского района.

## Населённые пункты
В состав сельского поселения входят 22 населённых пункта, в том числе
21 деревня,
1 село.
| Населённый пункт          | ОКАТО          | Рег. номер | Расстояние до районного центра, км | Расстояние до центра поселения, км | Индекс | Координаты                      |
| ------------------------- | -------------- | ---------- | ---------------------------------- | ---------------------------------- | ------ | ------------------------------- |
| деревня Большое Бараково  | 19 230 836 002 | 4535       | 20                                 | 4                                  | 161405 | 59°52′52″ с. ш. 45°55′20″ в. д. |
| деревня Большое Буртаново | 19 230 836 003 | 4536       | 10                                 | 6                                  | 161405 | 59°55′22″ с. ш. 45°56′38″ в. д. |
| деревня Великуша          | 19 230 812 002 | 4375       | 37                                 |                                    | 161406 | 59°48′45″ с. ш. 45°43′31″ в. д. |
| деревня Верхнее Ворово    | 19 230 836 004 | 4537       | 7                                  | 9                                  | 161405 | 59°56′33″ с. ш. 45°54′07″ в. д. |
| деревня Еловино           | 19 230 812 001 | 4374       | 30                                 |                                    | 161406 | 59°48′11″ с. ш. 45°49′46″ в. д. |
| деревня Жаровиха          | 19 230 836 005 | 4538       | 24                                 | 8                                  | 161405 | 59°51′20″ с. ш. 45°51′38″ в. д. |
| деревня Каксур            | 19 230 836 006 | 4539       | 29                                 | 13                                 | 161405 | 59°47′00″ с. ш. 46°01′18″ в. д. |
| деревня Калеплиха         | 19 230 836 007 | 4540       | 28                                 | 12                                 | 161405 | 59°49′15″ с. ш. 46°06′50″ в. д. |
| деревня Коряковская       | 19 230 836 008 | 4541       | 9                                  | 7                                  | 161405 | 59°55′51″ с. ш. 45°54′44″ в. д. |
| село Косково              | 19 230 836 001 | 4534       | 16                                 | —                                  | 161405 | 59°53′23″ с. ш. 46°00′01″ в. д. |
| деревня Косково           | 19 230 836 009 | 4542       | 19                                 | 3                                  | 161405 | 59°52′40″ с. ш. 46°02′05″ в. д. |
| деревня Курденга          | 19 230 836 010 | 4543       | 7                                  | 9                                  | 161405 | 59°56′05″ с. ш. 45°52′18″ в. д. |
| деревня Малая Курденга    | 19 230 836 013 | 4546       | 5                                  | 11                                 | 161405 | 59°49′41″ с. ш. 46°05′30″ в. д. |
| деревня Малиновица        | 19 230 836 011 | 4544       | 21                                 | 5                                  | 161405 | 59°52′35″ с. ш. 45°54′30″ в. д. |
| деревня Малое Бараково    | 19 230 836 012 | 4545       | 11                                 | 5                                  | 161405 | 59°54′33″ с. ш. 45°56′00″ в. д. |
| деревня Нижнее Ворово     | 19 230 836 014 | 4547       | 9                                  | 7                                  | 161405 | 59°55′57″ с. ш. 45°55′39″ в. д. |
| деревня Остапенец         | 19 230 812 003 | 4376       | 33                                 |                                    | 161406 | 59°49′39″ с. ш. 45°47′57″ в. д. |
| деревня Плоская           | 19 230 836 016 | 4549       | 17                                 | 11                                 | 161405 | 59°52′53″ с. ш. 45°59′21″ в. д. |
| деревня Плотниха          | 19 230 836 015 | 4548       | 25                                 | 9                                  | 161405 | 59°50′36″ с. ш. 46°06′02″ в. д. |
| деревня Север             | 19 230 836 018 | 4551       | 23                                 | 7                                  | 161405 | 59°55′34″ с. ш. 45°57′54″ в. д. |
| деревня Сигово            | 19 230 836 019 | 4552       | 18                                 | 2                                  | 161405 | 59°52′58″ с. ш. 46°01′28″ в. д. |
| деревня Смольянка         | 19 230 812 004 | 4377       | 33                                 |                                    | 161406 | 59°46′57″ с. ш. 45°52′10″ в. д. |